# Schiedea kauaiensis
Schiedea kauaiensis är en nejlikväxtart som beskrevs av Harold St.John. Schiedea kauaiensis ingår i släktet Schiedea och familjen nejlikväxter. Inga underarter finns listade i Catalogue of Life.